# 圣科隆布 (芒什省)
圣科隆布（法語：Sainte-Colombe，法語發音：[sɛ̃t kɔlɔ̃b] ⓘ）是法国芒什省的一个市镇，属于瑟堡区。

## 地理
圣科隆布（49°25'18"N, 1°31'20"W）面积4.99 平方千米，位于法国诺曼底大区芒什省，该省份为法国西北部沿海省份，西、北、东北三面环大西洋，东起顺时针与卡爾瓦多斯省、奧恩省、马耶讷省和伊勒-维莱讷省接壤。
与圣科隆布接壤的市镇（或旧市镇、城区）包括：戈勒维尔、比尼维尔、欧特维尔博卡日、内乌、罗维尔拉普拉斯、雷涅维尔博卡日、圣索沃尔勒维孔特。

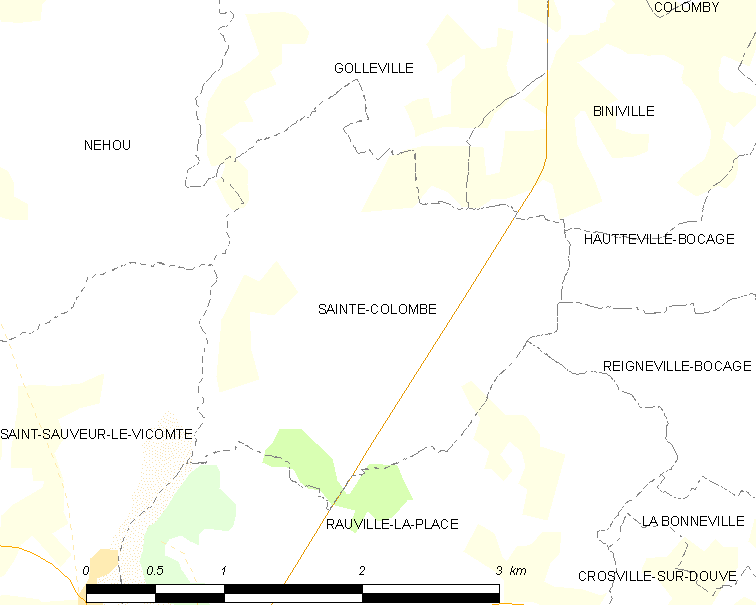
的OSM定位图

圣科隆布的时区为UTC+01:00、UTC+02:00（夏令时）。

## 行政
圣科隆布的邮政编码为50390，INSEE市镇编码为50457。

## 政治
圣科隆布所属的省级选区为科唐坦地区布里克贝克县。

## 人口

1962-2008年间人口变化图示

圣科隆布于2022年1月1日时的人口数量为181人。